# 淡黄花百合
淡黄花百合（学名：Lilium sulphureum），为百合科百合属下的一个植物种。